# 婺源孔庙
婺源孔庙，位于江西省上饶市婺源县（旧属安徽省徽州府）县城紫阳镇朱子步行街，原址现为紫阳镇一小。
婺源孔庙始建于宋端平元年（1234年），原址位于儒学前街，坐北朝南，有两个过街牌坊和下马石。内部原有天池、祭坛和大成殿三层，后部有儒学山和天香亭。婺源孔庙旧址石雕栏杆已列为婺源县文物保护单位。2006年，婺源紫阳一小投资30多万元，按老照片重建孔庙大门。